# Kiss Me (Happinessの曲)
「Kiss Me」（キスミー）は、Happinessのデビュー・シングル。2011年2月9日にユニバーサルシグマより発売された。

## 概要
- 【CD＋DVD】【CD＋GOODS】[2]【CD】の3形態で発売[3][4]。

- 表題曲の「Kiss Me」は、バレンタインデーに向けてロマンチックなバラードとなっており、DVD付き初回限定盤にはサビのところで骨盤を叩く踊りが特徴のミュージックビデオが収録されている[5][6]。グッズ付き初回限定盤には、クリスタルボールとのコラボトートバッグが付属する[3]。

- 初回限定盤の「CD＋DVD」と「CD」（通常版）には、カップリング曲「Happy Talk」（2011年Ver.）が収録[3][4]。カップリングの「Happy Talk」は、Happinessが結成されて最初に作られた楽曲。2009年にミスタードーナツのイメージキャラクターとなりCMに出演した際にCMソングとして起用された[7][8]。

## 収録曲

### CD
1. Kiss Me
作詞・作曲：松尾潔、編曲：MAESTRO-T
2. Happy Talk
作詞：矢嶋香織、作曲：板垣祐介、編曲：近藤隆史
ミスタードーナツ CMソング[8]

### DVD
1. Kiss Me（MUSIC VIDEO）